# ☕️
☕️ is een teken uit de Unicode-karakterset dat een warme drank voorstelt, zoals koffie, espresso, warme chocolademelk of thee. Deze emoji is in 2003 geïntroduceerd met de Unicode 4.0-standaard. Dit karakter predateert de Emoji 1.0 standaard; er is ook een niet-grafische weergave mogelijk.

## Betekenis

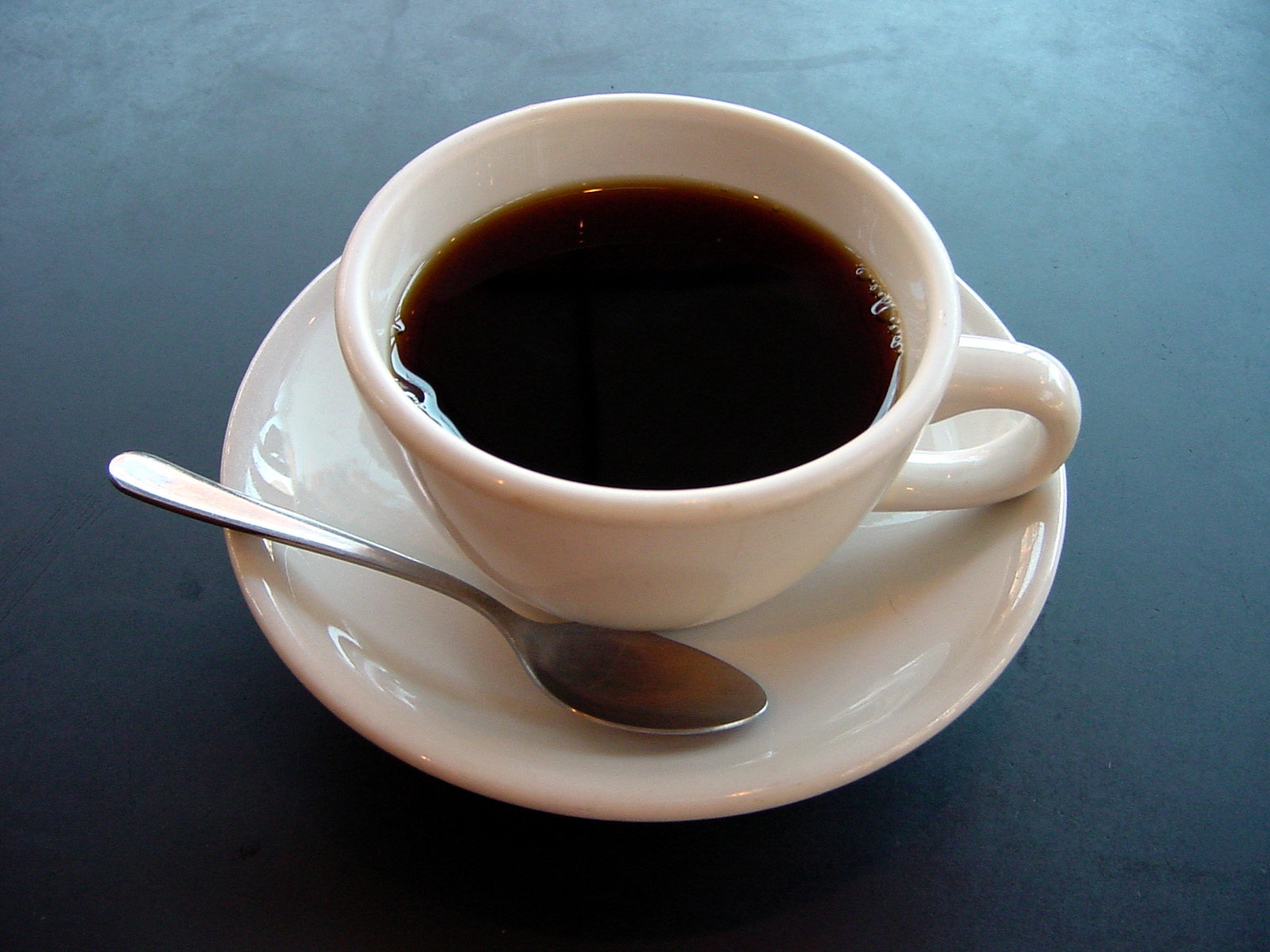
een kopje koffie

In principe duidt de figuur een kopje koffie aan, en kan een als uitnodiging daartoe gezien worden.
De combinatie 🐸☕️ is een verwijzing naar de "theedrinkende Kermit-meme", en kan desgevolgs gebruikt worden om sarcasme aan te duiden.

## Codering

De Twemoji-implementatie

### Unicode
In Unicode vindt men de ☕️ onder de code U+2615 (hex).

### HTML
In HTML kan men in hex de volgende code gebruiken: &#x2615;

### Shortcode
In software die shortcode ondersteunt zoals Github en Slack kan het karakter worden opgeroepen met de code :coffee:.

### Unicode-annotatie
De Unicode-annotatie voor toepassingen in het Nederlands (bijvoorbeeld een Nederlandstalig smartphonetoetsenbord) is warme drank. De emoji is ook te vinden met de sleutelwoorden drankje, drinken, koffie, stomend thee en warm.